# Demián Bichir
Demián Bichir (* 1. srpna 1963, Ciudad de México) je mexický herec.
Svou hereckou kariéru zahájil ve svých čtrnácti letech v telenovele Rina. Později začal hrát také ve filmech; patří mezi ně například Divoši (2012), Drsňačky a Machete zabíjí (2013).

## Životopis
Jeho otcem byl herec Alejandro Bichir a matkou herečka Maricruz Nájera; jeho bratři Bruno a Odiseo jsou rovněž herci. Pracoval v Národním divadle, kde vystoupil v několika hrách Shakespeara a Dostojevského a získal několik ocenění od Mexické asociace divadelních kritiků. Navštěvoval hereckou školu Lee Strasberg Theatre and Film Institute a pracoval v restauraci Rosa Mexicano. Kromě mexického má také americké občanství.

## Kariéra
Svou hereckou kariéru zahájil ve svých čtrnácti letech v telenovele Rina. Zlom v kariéře nastal s filmem Che Guevara, ve kterém ztvárnil Fidela Castra. Za svou roli ve filmu Za lepší život z roku 2011 byl nominován na Oscara v kategorii nejlepší herecký výkon v hlavní roli. V letech 2013 až 2014 hrál hlavní roli vyšetřovatele Marca Ruize v seriálu The Bridge. V roce 2015 si zahrál ve filmu Quentina Tarantina Osm hrozných. Zrežíroval film Refugio, který měl premiéru na Mezinárodním filmovém festivalu v Moreliu v Mexiku. Zahrál si také ve filmu Vetřelec: Covenant, druhém prequelu filmu z Vetřelec série. Zahrál si také ve spin-offu filmu V zajetí démonů s názvem Sestra. V březnu roku 2018 se připojil k obsazení seriálu stanice ABC Grand Hotel.

## Osobní život
Během let 2001 až 2003 byl ženatý s mexickou zpěvačkou a herečkou Lisset. Má jednu dceru Galu (narozenou v roce 2011) z krátkého románku s nejmenovanou španělskou ženou. Během let 2005 až 2006 chodil s herečkou Kate del Castillo. Během let 2006 až 2009 chodil s mexickou herečkou Sandrou Echeverríou. Od roku 2011 chodí s kanadskou herečkou Stefanie Sherk.

## Filmografie

### Film
| Rok           | Název                               | Role                      | Poznámky |
| ------------- | ----------------------------------- | ------------------------- | -------- |
| 1988          | The Penitent                        | Roberto                   |          |
| 1989          | Rojo Amanecer                       | Jorge                     |          |
| 1993          | Miroslava                           | Ricardo                   |          |
| 1995          | Smrtící informace                   | Omar                      |          |
| 1996          | Solo                                | Rio                       |          |
| 1997          | Pravdivá romance II                 | Catalina                  |          |
| 1999          | Todo el poder                       | Gabriel                   |          |
| 1999          | Sexo, pudor y lágrimas              | Tomás                     |          |
| 2000          | Gimme the Power                     | Gabriel                   |          |
| 2001          | Žádné boží zprávy                   | Manny Chavez              |          |
| 2001          | V čase motýlů                       | Manolo Tavárez            |          |
| 2007          | Tam, kde končí nebe                 | Everardo Sánchez          |          |
| 2007          | American Visa                       | Mario Alvarez             |          |
| 2008          | Che Guevara                         | Fidel Castro              |          |
| 2010          | Hidalgo - La historia jamás contada | Miguel Hidalgo y Costilla |          |
| 2011          | Za lepší život                      | Carlos Galindo            |          |
| 2011          | Foreverland                         | Salvador                  |          |
| 2012          | Divoši                              | Alex Reyes                |          |
| 2012          | El Santos VS La Tetona Mendoza      | Pork Gutiérrez (hlas)     |          |
| 2013          | Drsňačky                            | Hale                      |          |
| 2013          | Machete zabíjí                      | Mendez                    |          |
| 2013          | Dom Hemingway                       | Ivan Fontaine             |          |
| 2014          | Death in Buenos Aires               | inspektor Chávez          |          |
| 2015          | Osm hrozných                        | Bob / Marco, Mexičan      |          |
| 2016          | Šprti na tahu                       | Yaco                      |          |
| 2016          | Lowriders                           | Miguel Alvarez            |          |
| 2016          | 7:19 La Hora del Temblor            | Fernando Pellicer         |          |
| 2017          | Vetřelec: Covenant                  | seržant Lope              |          |
| 2018          | Sestra                              | otec Burke                |          |
| 2020          | Půlnoční nebe                       | Sanchez                   |          |
| 2020          | Nenávist                            | detektiv Goodman          |          |
| 2021          | Chaos Walking                       | Ben Moore                 |          |
| 2021          | Godzilla vs. Kong                   |                           |          |
| bude oznámeno | Land                                |                           |          |

### Televize
| Rok     | Název                        | Role                 | Poznámky                               |
| ------- | ---------------------------- | -------------------- | -------------------------------------- |
| 1977    | Rina                         | Juanito              |                                        |
| 1982    | Vivir enamorada              | Nacho                |                                        |
| 1983    | Cuando los hijos se van      | Ricardo              | 3 díly                                 |
| 1983    | Choices of the Heart         | Armando              | TV film                                |
| 1984    | Los años felices             | Tomas                | 3 díly                                 |
| 1984    | Guadalupe                    |                      | 3 díly                                 |
| 1988    | El rincón de los prodigios   | Monchito             | 124 dílů                               |
| 1994    | Mujer, casos de la vida real |                      | 2 díly                                 |
| 1995    | Lazos de Amor                | Valente Segura       | 3 díly                                 |
| 1996    | Nada personal                | Alfonso Carbajal     | 120 dílů                               |
| 1997    | Madame le consul             | Hernandez            | díl: „Les disparus de la Sierra Madre“ |
| 1997    | Demasiado corazón            | Alfonso Carbajal     | 169 dílů                               |
| 2004    | Zapata: Amor en rebeldía     | Emiliano Zapata      | 3 díly                                 |
| 2005    | La otra mitad del sol        | Felipe Saenz         | 104 dílů                               |
| 2008    | Capadocia                    | Carlos               | 3 díly                                 |
| 2008    | Tráva                        | Esteban Carlos Reyes | 27 dílů                                |
| 2013–14 | The Bridge                   | detektiv Marco Ruiz  | 26 dílů                                |
| 2019    | Grand Hotel                  | Santiago Mendoza     | hlavní role, 13 dílů                   |